# 心血管疾病
心血管疾病（cardiovascular disease）是關於心臟或血管的疾病，又稱為循環系統疾病、迴圈系統疾病。常見的心血管疾病包括冠狀動脈症候群、中風、高血壓性心臟病、風濕性心臟病、動脈瘤、心肌病變、心房顫動、先天性心臟病、心內膜炎、以及周邊動脈阻塞性疾病等等。突发且有明显症状的心血管疾病，称为心血管事件（cardiovascular event）。
不同疾病的致病机理都不同。缺血性心臟病、中風及週邊動脈阻塞都和粥狀動脈硬化有關。它可能是由高血壓、抽煙、糖尿病、缺乏運動、肥胖、高血脂、飲食習慣不良以及過量飲酒等因素造成。心血管疾病所造成的死亡當中，由高血壓造成的佔13%，抽煙造成的佔9%，糖尿病造成的佔6%，缺乏運動佔6％，肥胖佔5%。其他可能的因素還有風濕性心臟病，這是由鏈球菌感染喉嚨後缺乏適當治療所導致。
估計有九成的心血管疾病是可以預防的。可以藉著減少風險因子來預防動脈硬化，比方說健康飲食、規律運動、戒煙與控制飲酒量。控制血壓與糖尿病也對心血管健康有幫助。用抗生素治療鏈球菌咽喉炎能減少發生風濕性心臟病的機會。健康的人服用阿斯匹靈對心血管健康的影響尚未有定論。美國預防服務工作小組。不建議55歲以下的女性與45歲以下的男性為預防心血管疾病服用阿斯匹靈，年紀高於此標準的人則視個人狀況而定可能適合使用阿斯匹靈。對已患有心血管疾病的人而言，接受治療也能改善預後。
心血管疾病是全球最常見的死因之一，除了非洲之外心血管疾病在死因排行中都名列前茅。2013年心血管疾病共奪走了1,730萬條生命（總死亡數的31.%），比起1990年的1,230萬（總死亡數的25.8%）提升了不少。1970年代起，在發展中國家裡不管哪個年齡層因心血管疾病的死亡率都在上升，相對而言在多數已開發國家中心血管疾病造成的死亡則在下降。冠狀動脈症候群與中風造成的死亡在男性中佔總心血管疾病死亡數的80%，在女性也佔了75%。大多數的心血管疾病好發於年紀較長的成年人。超過7千1百萬的美國人有著心血管問題。其中20到40歲的人有11%患有心血管疾病；40到60歲則有37%；60到80歲有71%；80歲以上的人患有心血管疾病的比率則高達85%。在已開發國家中，因心血管疾病死亡的平均年齡是80歲，但在發展中國家則僅為68歲。男性心血管疾病發作的年齡比女性平均要早7到10年。

## 風險因素
導致心血管疾病的風險因素有以下各種：
- 年齡
- 缺乏營養素，如抗氧化劑
- 糖尿病

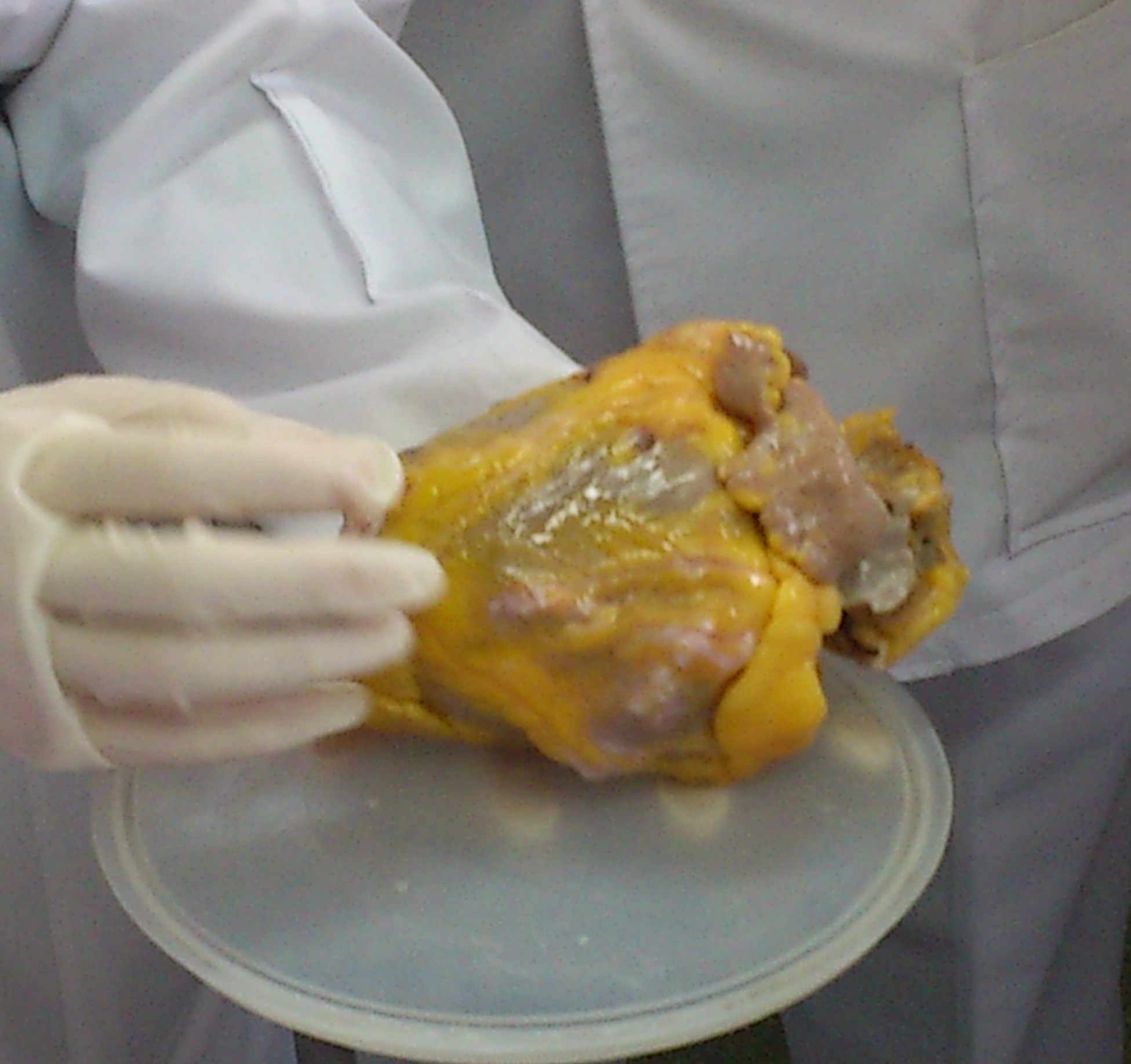
一個老年婦女的心臟鈣化與心臟擴大。

- 高膽固醇血症（高膽固醇水平）及不正常的脂蛋白狀況
- 吸煙及二手菸
- 空氣污染
- 較高的纖維蛋白素原及纖溶酶原激活物抑製劑-1的血液濃度
- 提升的高半胱氨酸，或正常的上半水平
- 非對稱性二甲基精氨酸攀升的血液量
- 高血壓
- 噪音
- 肥胖症，尤其是腹部肥胖或男性肥胖；除了與糖尿病有所關聯外，這種肥胖症獨立地增加患上心血管疾病的風險，即引起炎症及凝血的情況。
- 遺傳因素或患上心血管疾病的家族歷史
- 缺乏運動
- 憂鬱症

雖然男性患上心血管疾病的比率較女性高，但在工業國家這仍是女性的頭號健康問題。在更年期後，女性患病的風險可以比過男性。荷爾蒙補充療法可以減輕部份後更年期的問題，但心血管疾病的患病風險卻似乎因而增加。

## 预防
要预防心血管疾病或事件，就要修正上述的風險因素。有些因素，如年齡、性別、遺傳基因及家族歷史都不能更改，但經由基因檢測篩檢出心血管脆弱基因，及早預防能有效降低發病機會。停止吸煙是其中一種最有效及容易修正的因素。經常性的有氧运动加上健康的飲食習慣，可以改善脂蛋白的水平。如果不能，醫生可以處方減低膽固醇的藥物，如他汀等，這種用藥亦可以有額外的保護作用。阿司匹林亦是另一種處方的藥物，它可以減低導致心肌梗死及中風的血凝的形成。這些都是一般給予患有一種或以上風險因素的病人的處方。
其中一種經常被疏忽去消除心血管疾病風險的方法是維持總膽固醇水平低於150。有研究指總膽固醇水平低於150的人甚少患上冠心病。
每星期最少吃兩次油性魚類可以幫助減低突然死亡及心律不整的機率。橄欖油亦可以有最好的幫助。研究個別心臟細胞顯示脂肪酸阻止心臟內多餘的鈉及鈣，這些都是引起心臟調律的危險及不可測的改變。
詳細可參閱飲食與心臟病。

## 治療
心血管疾病的治療須視乎每一個病人的徵狀，但有效的治療包括以上提及的防止性生活方式。藥物如抗高血壓藥、阿司匹林及他汀等降膽固醇藥物都有幫助。在某些情況下，心臟冠狀動脈搭橋手術或血管成形術可以保證重開、修補或更換受損的血管。

## 研究
所有心血管疾病的成因、防止及治療都是醫學研究的重要範疇，有超過數百個的科學研究在每星期刊登。
低等炎症引致動脈硬化的關聯與其可能的介入都是現時著重的焦點。C反應蛋白是可以引致炎症，並且在高心血管疾病風險的病人血液中有上升的水平。但它對造成病症仍然是在討論階段。
現時正在進行研究的範疇包括有因肺炎衣原體的感染與冠心病的關聯。但這個關聯在使用抗生素失效後已被認為較少可能。

## 外部連結
- . BBC News. 2006年5月14日  [2006年11月9日]. （原始内容存档于2020年12月22日） （英语）.
- *（英文） CoQ10与预防心脏病
- World Health Organization & Food and Agriculture Organization of the United Nations.  (PDF). Geneva: World Health Organization. 2003  [2006-11-09]. ISBN 978-92-4-120916-8. （原始内容存档 (PDF)于2012-09-21）.